# Koepelkerk (Smilde)
De Koepelkerk van Smilde is een Nederlands Hervormd kerkgebouw uit de 18e eeuw in de Drentse plaats Smilde, gemeente Midden-Drenthe.
Men begon met het metselwerk op 5 juli 1780. De eerste steen werd gelegd door jonkheer Sigismundus Grave van Heiden. De kerk werd ontworpen door Abraham Martinus Sorg uit Assen.
Bijzonder aan deze kerk is dat het een achtkantig gebouw is, met een houten koepelgewelf uit 1780-'88 en meubilair uit de bouwtijd.

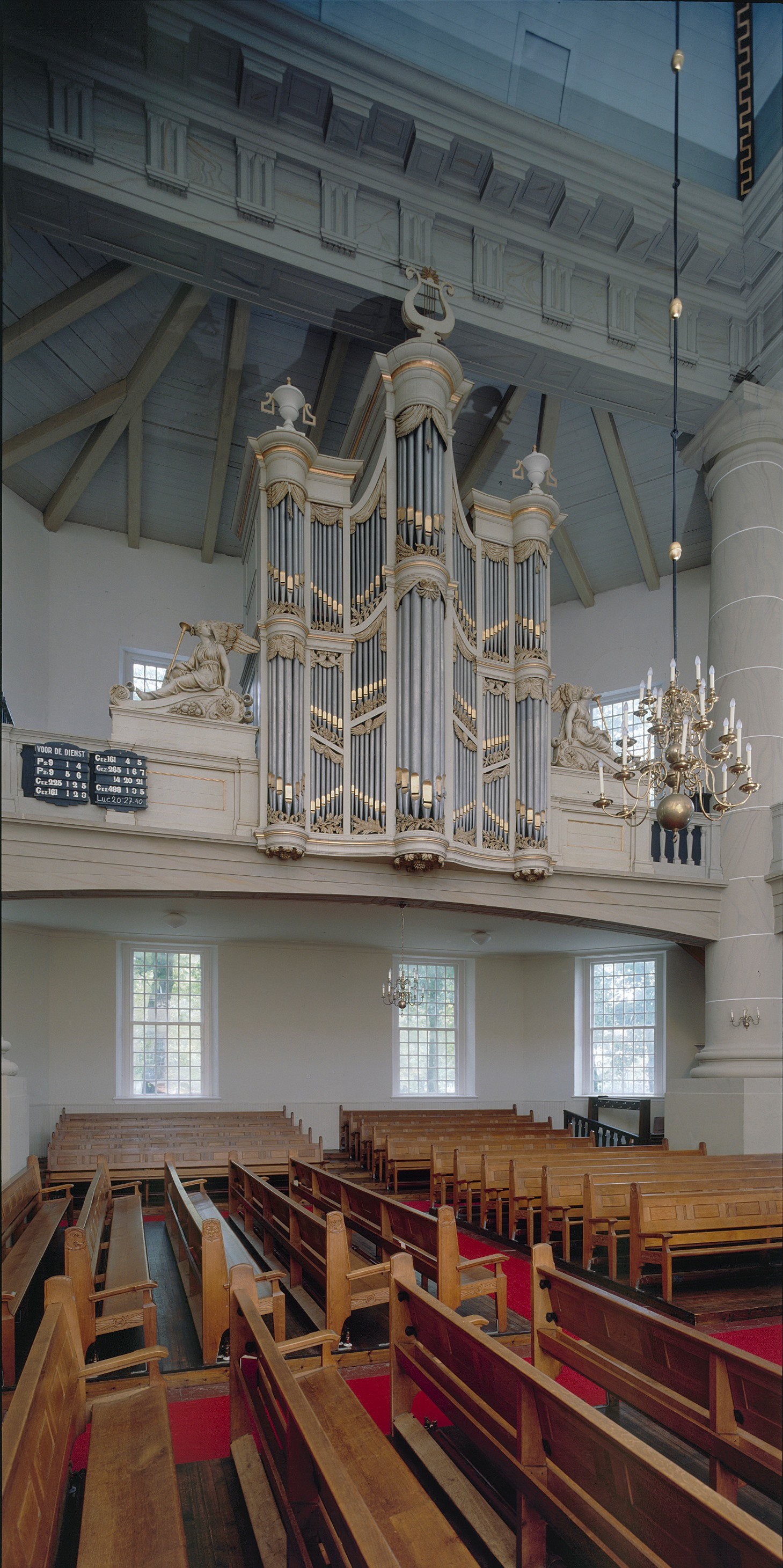
Interieur, aanzicht orgel

## Orgel
Het kerkorgel werd gebouwd door Petrus van Oeckelen. Vanaf 1827 werden er plannen ontwikkeld en geld ingezameld voor het financieren van een orgel. Op 27 december 1841 werd het orgel ingewijd.